# Ictiostracis
Els ictiostracis (Ichthyostraca) constitueixen un clade de crustacis dintre dels pancrustacis que inclou els clades dels pentastòmides i els branquiürs. Va ser suggerit per Zrzavý et al. l'any 1997.